# Vlag van Belœil
De vlag van Belœil is op 26 september 1990 bij raadsbesluit vastgesteld als de vlag van de Henegouwse gemeente Belœil. De vlag kan als volgt worden beschreven:
Rechtsgeschuind van rood en geel.
De vlag werd pas op 18 december 1991 bevestigd door de Franse Gemeenschapsregering. De vlag is gebaseerd op het wapen van de familie de Ligne. De kleuren van de vlag zijn ook afkomstig van het gemeentewapen.

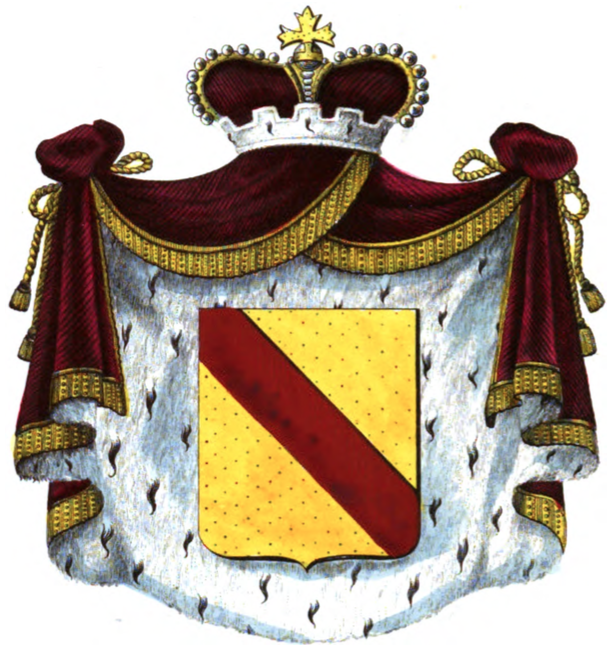
Wapen van de familie de Ligne.